# Řád Turecké republiky
Řád Turecké republiky (turecky: Türkiye Cumhuriyeti Devlet Nişanı) je nejvyšší státní vyznamenání Turecké republiky. Udílen je prezidentem Turecka hlavám cizích států.

## Historie a pravidla udílení
Řád byl založen dekretem č. 2933 ze dne 24. října 1983 a upraven vyhláškou č. 88/13039 ze dne 4. července 1988. Řád je udílen úřadujícím prezidentem republiky hlavám jiných států na základě rozhodnutí turecké vlády. Udílen je za rozvoj přátelských vztahů Turecka s dalšími státy.
V roce 2013 byl řád reformován včetně změny vzhledu řádu.

## Insignie

### Do roku 2013
Řádový odznak měl podobu šesticípé zlaté hvězdy, jejíž cípy byly tvořeny dvojicemi okvětních lístků o různé velikosti. Cípy byly bíle smaltované se zlatým lemováním. Mezi cípy bylo šest zlatých pěticípých hvězd. Na tuto větší hvězdu byla položena čtyřiadvaceticípá hvězda s cípy o různé velikosti střídavě pokrytými červeným a bílým smaltem. Všechny cípy byly zlatě lemovány. Uprostřed byl zlatý kulatý medailon s profilem Mustafa Kemala Atatürka. Ke stuze byl odznak připojen pomocí dvou přechodových prvků. První měl tvar červeně smaltovaného kulatého medailonu s bíle smaltovanou pěticípou hvězdou a půlměsícem. Medailon byl obklopen bíle smaltovaným věncem. Celek byl položen na dvě bíle smaltované ratolesti. Druhý přechodový článek měl tvar bíle smaltovaného zlatě lemovaného orla.

### Od roku 2013
Řádový odznak má tvar šesticípé hvězdy. Jednotlivé cípy tvoří bíle smaltovaný půlměsíc, ze kterého vychází vždy sedm paprsků o různých délkách. Mezi hroty dvou nejdelších paprsků je pěticípá hvězda. Paprsky tří cípů jsou červeně smaltované, zbylé tři cípy jsou bíle smaltované. Hvězdy na koncích cípů jsou zbarvené opačně než paprsky. Uprostřed je šesticípý červeně smaltovaný medailon s bíle smaltovaným půlměsícem a pěticípou hvězdou. Medailon tak svým provedením odpovídá turecké vlajce. Na zadní straně je spona k připevnění odznaku k oblečení.